# 卡普空街機博物館
《卡普空街機博物館》是卡普空的街機遊戲合輯，於2021年2月17日透過任天堂eShop發布。該遊戲內含卡普空在1984年至2001年期间发行的32款街机游戏。

## 外部連結
- 官方网站
- YouTube上的Nintendo Switch『カプコンアーケードスタジアム』ローンチトレーラー
- YouTube上的Capcom Arcade Stadium - Launch Trailer